# Pierre Berthier
Pierre Berthier je bil francoski geolog in rudarski inženir, * 3. julij 1782, Nemours, Francija, 24. avgust 1861, Pariz, Francija.

## Življenjepis
Rojen je bil v Nemoursu. Po študiju na École Polytechnique se je zaposlil v École des Mines, kjer je leta 1816 postal vodja laboratorija. Leta 1821 je v vasi Les Baux-de-Provence v južni Franciji odkril boksit in ga imenoval po mestu odkritja. Odkril je tudi mineral bertierit (FeSb2S4), ki je dobil ime po njem. Berthier je veliko prispeval k razvoju mineralogije in rudarstva. Znan je tudi po raziskavah visokih peči (plavž) in rabi fosfatov v rastlinah. 

## Nagrade
Leta 1825 je bil izvoljen za člana Francoske akademije znanosti. Leta 1825 je postal vitez Legije časti. Njegovo ime je eno od 72 imen, napisanih na Eiffelovem stolpu.

## Vir
- Louis Kuslan (1970–80). Berthier, Pierre. Dictionary of Scientific Biography 2. New York: Charles Scribner's Sons. str. 72–73. ISBN 978-0-684-10114-9.